# Apocephalus radiatus
Apocephalus radiatus är en tvåvingeart som beskrevs av Brown 2002. Apocephalus radiatus ingår i släktet Apocephalus och familjen puckelflugor. Inga underarter finns listade i Catalogue of Life.